# Toktamis kán

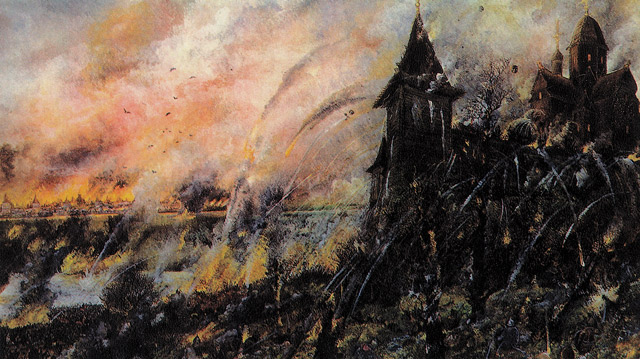
Toktamis megostromolja Moszkvát (V. Szmirnov, 19. sz.).

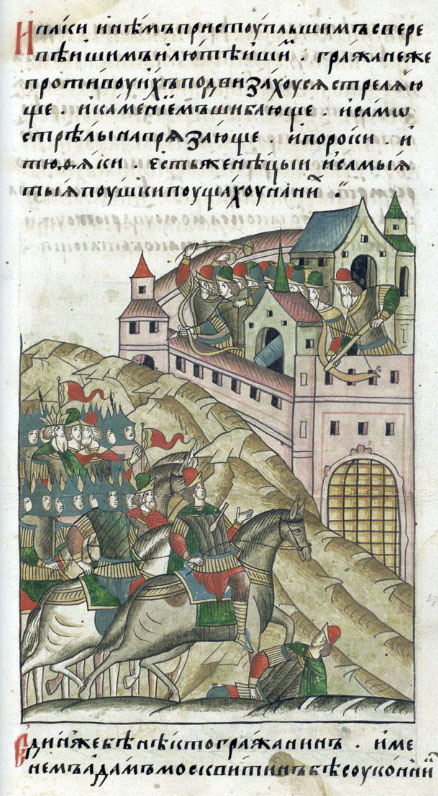
Toktamis Moszkva előtt.

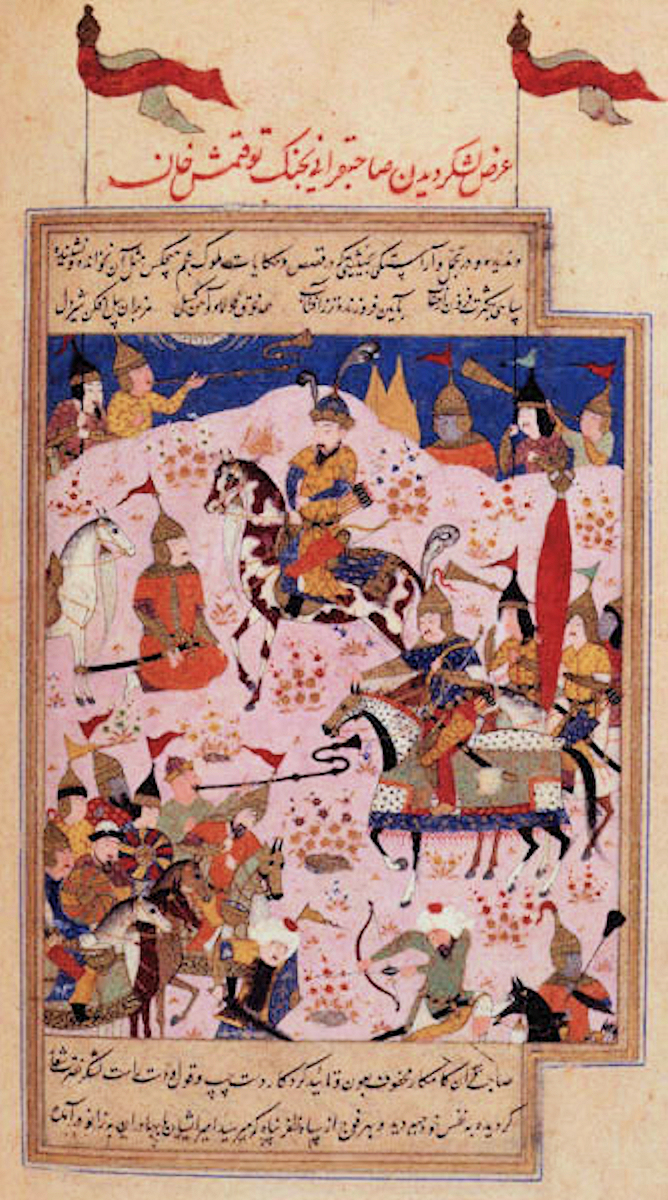
Timur Lenk összegyűjti hadait Toktamis ellen (miniatúra, 1533).

Toktamis (tatárul Tuqtamış xan; kb. 1342–1406) az Arany Horda kánja 1380-tól 1395-ig, illetve a Szibériai Kánságé 1400-tól haláláig.

## A Fehér Horda meghódítása
Toktamis apja Tuj Hodzsa volt, az Arany Horda kánjának, Urusznak a rokona, így ő is Toga Temürtől, Batu kán öccsétől származott. Tuj Hodzsa a Kaszpi-tenger mentén a Mangislak-félsziget kormányzója volt, de Urusz kán engedetlensége miatt kivégeztette. A fiatal Toktamis 1376-ban Szamarkandba menekült Timur Lenk udvarába. Timur Lenk támogatásáról biztosította Toktamist és seregeket adott neki, hogy megdönthesse Urusz uralmát. Az első hadjárat balul sült el; bár a csatározások során Urusz legidősebb fia is elesett, Toktamis csapatait visszaverték. Timur Lenk még erősebb hadsereget bízott rá, ám a második próbálkozás is kudarccal zárult, Toktakija, Urusz második fia elűzte a betolakodókat. Urusz kán háborúval fenyegetőzve követelte Timurtól Toktamis kiadását, ám az megtagadta, sőt maga indított hadjáratot az Arany Horda ellen, ám a rossz időjárás, a kemény tél miatt kénytelen volt visszafordulni.
Urusz kán a következő év elején meghalt, utódja az Arany Horda keleti felén Toktakija lett. Toktamis újból próbálkozott a trón megszerzésével, de megint csak menekülni kényszerült. Toktakija azonban néhány hónap múlva ismeretlen okból meghalt, és utódja, Temür Malik kicsapongó életmódja és önkényeskedései miatt hamarosan népszerűtlenné vált. Az emírek sorra pártoltak át Toktamishoz és 1379-ben meghívták őt a trónra. Temür Malik seregei átálltak a trónkövetelőhöz, ő maga menekülni próbált, de elfogták és kivégezték. Toktamis a Fehér Horda kánja lett és azonnal megindult, hogy az Urusz halála után elszakadt nyugati részt, a Kék Hordát is uralma alá hajtsa. 

## Moszkva ostroma
Urusz halála után a nyugati főváros, Új-Szaraj egy Arab Sah Muzaffar nevű trónkövetelő kezén volt, de a tényleges hatalom Mamaj beglerbég kezében volt, aki a Horda délnyugati részén saját tartományt szervezett magának. Toktamis Timur Lenk támogatásával hamarosan elfoglalta Új-Szarajt és 1380 áprilisában már az Azovi-tengerig jutott. Mamajt ekkoriban lázongó vazallusai, az orosz fejedelmek is szorongatták, ezért minden erejét összegyűjtve megpróbálta meghódoltatni őket, hogy egyesült erővel vehesse fel a harcot a keletről érkező veszedelemmel. A kulikovói csatában azonban döntő vereséget szenvedett, a Krímre menekült, ahol Toktamis harcosai elfogták és megölték.
Az orosz fejedelmek jókívánságaikat és ajándékokat küldtek az új kánnak, de az utóbbi években elmaradt adót továbbra sem fizették, és Dmitrij moszkvai fejedelem Toktamis felszólítására sem jelent meg az udvarában és nem tartotta szükségesnek, hogy uralkodásához a kán jóváhagyó jarlikját kérje, ahogyan az már Batu kán óta szokásban volt.
A kán a következő évet hatalma konszolidálásával és a hadsereg megszervezésével töltötte, majd 1382-ben büntető hadjáratra indult az orosz hercegek ellen. A hírre a Nyizsnyij Novgorod-i fejedelem gyorsan két fiát küldte ajándékokkal a kánhoz, Rjazany fejedelme pedig felajánlotta, hogy megmutatja nekik az átkelőhelyeket az Okán. Dmitrij Kosztromába húzódott, hogy sereget gyűjtsön. A védtelenül maradt Moszkvában kitört a pánik, amit valamelyest csillapított egy védelmükre érkező litván herceg. A metropolita Tverbe menekült. 1382. augusztus 24-én Toktamis Moszkva alá érkezett. Háromnapi hiábavaló ostrom után követségbe küldte a Nyizsnyij Novgorod-i fejedelem fiait, akik meggyőzték a moszkvaiakat, hogy ha megadják magukat, akkor Toktamis kegyes lesz hozzájuk és nem történik bajuk. A kapukat megnyitották és küldöttséget indítottak a kánhoz, akiket azonban a tatárok megöltek, beözönlöttek a kapukon és nagy mészárlást rendeztek a városban. Moszkvát kifosztották majd felgyújtották, és a lakosok egy részét rabszolgának hurcolták el. Ezután a tatárok több környékbeli várost, Perejaszlavlt, Vlagyimirt, Mozsajszkot is kifosztották, majd visszatértek a Volgához, de útközben a herceg árulása ellenére végigpusztították a Rjazanyi Fejedelemséget is.
Toktamis ezután magához rendelte a fejedelmeket; Dmitrij a legidősebb fiát, Vaszilijt küldte. Az új megegyezés szerint az oroszok megemelt adókat fizetnek (annyit mint Mamaj ideje előtt), viszont a moszkvai hercegek örökre megkapták Vlagyimirt, és mind Moszkva, mind Tver nagyfejedelemségi rangot kapott.

## Harca Timur Lenkkel
Toktamis maradéktalanul vissza akarta állítani az Arany Horda régi dicsőségét, emiatt hamarosan konfliktusba került pártfogójával, Timur Lenkkel. Timur korábban meghódította Azerbajdzsánt és Khorezmet: az elsőre a Horda kánjai már régóta jogot formáltak, bár csak rövid ideig birtokolták; a második elszakadt a Dzsocsi-ulusztól a központi hatalom gyengesége idején, Timur ekkor csatolta birodalmához. Mivel régi szövetségese nem adta át neki ezeket a tartományokat, Toktamis 1385-ben Tebriz ellen indult 50 000-es hadseregével. A várost elfoglalta és kifosztotta, majd Derbenten keresztül hazatért. Timur perzsiai lekötöttsége miatt csak 1387-ben tudott visszavágni, majd Khorezmben hárította az újabb tatár támadást. Timur 1391-ben mért döntő vereséget Toktamisra a Kondurcsa folyónál, ami után az utóbbi csak 1395-ben tudta folytatni az ellenségeskedést egy újabb derbenti hadjárattal, de a Tyerek folyónál újabb vereséget szenvedett. Timur kifosztotta Új-Szarajt és a Horda élére a saját emberét, Temür Kutlugot ültette. Toktamis Vytautas litván nagyfejedelemnél keresett menedéket.  

## Száműzetése és a Szibériai Kánság
Temür Kutlug (és a Horda újabb "erős embere", Edögej) 1399-ben felszólította a litván fejedelmet, hogy adja ki a potenciális trónkövetelőt. Mikor ezt Vytautas megtagadta, hadat üzent. A döntő csatára a Vorszkla folyónál került sor, ahol a tatárok győzelmet arattak, Toktamis pedig újból menekülni kényszerült.
Hívei segítségével a Tyumenyben, a Szibériai kánságban szerezte meg az uralmat. 1405-ben követeket küldött Timurhoz, és kibékült vele. Azonban Edögej, aki folyamatosan veszélyt látott benne, szövetséget kötött a Fehér Horda uralkodóházából származó egyik herceggel, Csokrával, és közös hadjárat során meghódították a Szibériai Kánságot, Toktamis pedig csatában esett el.
Toktamis fiai tíz évvel a halála után megszerezték az Arany Horda trónját és néhány évig gyilkos versenyben egymást váltva uralkodtak a kánságon.

## Fordítás
- Ez a szócikk részben vagy egészben  a(z)   Тохтамыш című orosz Wikipédia-szócikk ezen változatának fordításán alapul.  Az eredeti cikk szerkesztőit annak laptörténete sorolja fel. Ez a jelzés csupán a megfogalmazás eredetét és a szerzői jogokat jelzi, nem szolgál a cikkben szereplő információk forrásmegjelöléseként.